# Eberbach-Seltz
Eberbach-Seltz település Franciaországban, Bas-Rhin megyében. Lakosainak száma 433 fő (2022. január 1.). Eberbach-Seltz Crœttwiller, Niederrœdern, Oberlauterbach és Wintzenbach községekkel határos.

## Népesség
A település népességének változása:
| Lakosok száma | 446  | 427  | 424  | 422  | 424  | 422  | 426  | 429  | 433  |
|               | 2013 | 2015 | 2016 | 2017 | 2018 | 2019 | 2020 | 2021 | 2022 |